# Andy Wu
Chihiro Mizuki (千尋みずき, Mizuki Chihiro), est un catcheur (lutteur professionnel) japonais connu sous le nom d'Andy Wu (アンディ・ウー, Andi ū) né à Amagasaki dans la préfecture de Hyogo. Il travaille pour la Wrestle-1 depuis 2013.
Il débute à l'All Japan Pro Wrestling (AJPW) à l'été 2012 et quitte cette fédération un an plus tard quand plusieurs catcheurs de l'AJPW décident de rejoindre Keiji Mutō qui vient de fonder la Wrestle-1 (W-1). Il y devient champion de la division des poids mi-lourds de la W-1.

## Carrière

### All Japan Pro Wrestling (2012-2013)
Wu débute à l'All Japan Pro Wrestling le 15 juillet 2012 et fait ce jour-là équipe avec Yasufumi Nakanoue et ils perdent face à Minoru Tanaka et Gillette. Il participe dès le lendemain au tournoi Junior Hyper League 2012 dès le lendemain où il termine dernier de son groupe avec aucune victoire.
Début avril 2013, il fait équipe avec SUSHI pour le tournoi Junior Hyper Tag League 2013 où ils remportent un match en phase de poule. Au lendemain du dernier jour de ce tournoi l'AJPW annonce que Wu et Hiroki Inaba partent en tournée au Mexique. En juillet 2013, il est un des catcheurs de l'AJPW à partir de cette fédération pour la Wrestle-1 que vient de fonder Keiji Mutō.

### Wrestle-1 (2013-...)
Pour son premier match à la Wrestle-1 (W-1) le 16 novembre 2013, il fait équipe avec Daiki Inaba et El Hijo del Pantera avec qui il bat par disqualification Hiroshi Yamato, MAZADA et NOSAWA Rongai quand Yamato attaque l'arbitre.
Le 15 février 2014, il est un des participants de la bataille royale pour désigner le challenger pour le championnat de la division X de la Total Nonstop Action Wrestling (TNA) qui voit la victoire de Seiya Sanada. Le 1er juin, il est à la Pro Wrestling Zero1 où il perd face à Jason Lee un match pour les titres de champion international poids lourd junior et champion du monde poids lourd junior de la Zero1. Le 12 octobre, la TNA et la W-1 coorganisent Bound for Glory où Wu participe avec El Hijo del Pantera à un match par équipe qui voit la victoire de Jiro Kuroshio et Yusuke Kodama.
Début mars 2015, la W-1 annonce l'organisation d'un tournoi afin de désigner le premier champion de la division poids lourd-légers de la W-1 auquel Wu participe. Il se fait éliminer au premier tour le 1er avril par El Hijo del Pantera. Il est un des participants du tournoi Grand Prix 2015 où il se fait sortir au premier tour par Minoru Tanaka le 2 août,. Le 23 septembre, il bat Minoru Tanaka et remporte le championnat de la division des poids lourd-légers de la W-1. Le 3 octobre, Wu défend son titre avec succès dans un match revanche face à Tanaka.
Le 10 janvier 2016, il perd le titre contre Hiroshi Yamato.Le 29 juillet, lui, Daiki Inaba et Seiki Yoshioka battent Minoru Tanaka, Kaz Hayashi et Tajiri et remportent les UWA World Trios Championship. Le 27 août, ils conservent leur titres contre Kai, Hiroki Murase et Shota. Le 7 décembre, lui, Yusuke Kodama, Seiki Yoshioka, Daiki Inaba, Jiro Kuroshio, Koji Doi, Kumagoro et Kohei Fujimura forment un groupe nommé "NEW ERA". Le 9 décembre, lui, Daiki Inaba et Seiki Yoshioka perdent les UWA World Trios Championship contre Jun Kasai, Nosawa Rongai et Shūji Kondō.
Le 16 avril 2017, lui, Koji Doi et Kumagoro battent Kaz Hayashi, Masayuki Kōno et Shūji Kondō et remportent les UWA World Trios Championship.

## Palmarès
- Wrestle-1 (W-1)
  - 1 fois champion de la division des poids mi-lourds de la W-1
  - 2 fois champion des trios de l'Universal Wrestling Association (UWA) avec Daiki Inaba et Seiki Yoshioka (1) et Koji Doi et Kumagoro (1)